# Maine (řeka)
Maine je řeka na západě Francie (Pays de la Loire – Angers). Délka jejího toku je pouhých 12 km a bývá vnímána jako prodloužení toku řeky Mayenne. Plocha povodí měří 22 194 km².

## Průběh toku
Vzniká soutokem řek Mayenne a Sarthe (s přítokem Loir), severně od města Angers. Je to významný pravostranný přítok Loiry.

### Zdrojnice
- Mayenne
- Sarthe
  - Loir

## Vodní režim
V zimě dochází k povodním. Průměrný průtok u Angers činí 132 m³/s.

## Využití
Vodní doprava je možná. Na řece leží město Angers s hradem Angers. Po řece je pojmenován departement Maine-et-Loire